# Klimatické změny

Graf zachycující změny teploty, koncentrace CO_{2} a prachu z posledních 400 000 let, získané z ledovcového materiálu ve stanici Vostok

Globální střední teplota v mořích (bentos) za posledních 5 miliónů let dle Lisieckiho a Rayma (2005).

Klimatická změna (někdy také změna klimatu) je vývoj klimatu probíhající v uvažovaném časovém měřítku po dlouhou dobu jednostranně, např. směrem k oteplení nebo ochlazení. Časově se může jednat o rozmezí od jednoho desetiletí po miliony let. Může jít o změnu v průměrných klimatických podmínkách i o změnu výskytu extrémních povětrnostních jevů. Změny mohou probíhat v určitém regionu, či na Zemi jako celku.
Klimatický systém získává téměř veškerou energii ze Slunce. Klimatický systém také vyzařuje energii do vesmíru. Rovnováha příchozí a odchozí energie a průchod energie klimatickým systémem určuje energetický rozpočet Země. Pokud je příchozí energie větší než odchozí, je energetický rozpočet Země kladný a klimatický systém se otepluje. Pokud více energie odchází, je energetický rozpočet záporný a Země se ochlazuje.
Energie, která prochází klimatickým systémem Země, se projevuje v počasí, které se liší v geografickém měřítku a v čase. Dlouhodobé průměry a proměnlivost počasí v určitém regionu tvoří jeho klima. Tyto změny mohou být výsledkem vnitřní proměnlivosti, kdy přírodní procesy vlastní různým částem klimatického systému mění rozložení energie. Příkladem může být proměnlivost v oceánských pánvích, jako je pacifická dekádní oscilace a atlantická multidekádní oscilace. Proměnlivost klimatu může být také důsledkem vnějších vlivů, kdy události mimo složky klimatického systému přesto způsobují změny v systému. Příkladem jsou změny slunečního záření a vulkanismus. Změny klimatu mají důsledky pro změny hladiny moří, život rostlin a hromadná vymírání; ovlivňují také lidskou společnost.

## Terminologie
Obecný termín klimatická změna či změna klimatu se může vztahovat k jakémukoli období v historii Země, zároveň se ale tento termín běžně používá k popisu současných klimatických změn, které probíhají od průmyslové revoluce, kdy je klima stále více ovlivňováno lidskou činností, která způsobuje globální oteplování. Obecnější termín variabilita klimatu zahrnuje všechny výkyvy klimatu, které trvají déle než jednotlivé povětrnostní jevy, zatímco termín klimatická změna se vztahuje pouze na takové výkyvy, které přetrvávají delší dobu, obvykle desítky let nebo déle. V průběhu let se definice termínu proměnlivost (variabilita) klimatu a souvisejícího pojmu změna klimatu posunula. Zatímco termín změna klimatu nyní znamená změnu, která je jak dlouhodobá, tak i antropogenní, v šedesátých letech se termín změna klimatu používal pro to, co nyní označujeme za klimatickou variabilitu, tj. klimatické nekonzistence a anomálie.
Z odborně klimatologického hlediska je změna klimatu definována takto: „Změna ve stavu klimatu, kterou je možné prokazatelně identifikovat v podobě změny střední hodnoty nebo pravděpodobnostního rozložení hodnot a charakteristik v průběhu delšího časového období, typicky v délce desetiletí a více. Pozn.: Změna klimatu může být výsledkem přirozených interních procesů v rámci klimatického systému, nebo důsledkem působení externích faktorů jako jsou cykly sluneční aktivity, sopečné výbuchy a trvalé antropogenní vlivy na složení atmosféry, kvalitu a způsob využití území.“
Z politického hlediska je definice změny klimatu použita v konvenci UNFCCC v následující podobě: „změna klimatu, která je přisouzena přímo, či nepřímo lidským aktivitám vedoucím ke globálním změnám složení atmosféry a která je ve srovnatelných časových obdobích pozorována nad rámec přirozené variability klimatu.“
Proměnlivost (variabilita) klimatu je termín, který popisuje změny průměrného stavu a dalších charakteristik klimatu (jako je pravděpodobnost nebo možnost výskytu extrémního počasí atd.) „ve všech prostorových a časových měřítcích, které přesahují měřítka jednotlivých povětrnostních jevů“. Zdá se, že část proměnlivosti není způsobena systematicky a vyskytuje se v náhodných obdobích. Taková variabilita se nazývá náhodná variabilita nebo šum. Naproti tomu periodická proměnlivost se vyskytuje relativně pravidelně a ve zřetelných režimech proměnlivosti nebo klimatických vzorcích.
V roce 1966 navrhla Světová meteorologická organizace (WMO), aby termín klimatická změna zahrnoval všechny formy klimatické proměnlivosti v časovém měřítku delším než 10 let, ale bez ohledu na příčinu. V 70. letech 20. století se postupně termín klimatická změna zaměřil na antropogenní příčiny, protože bylo jasné, že lidská činnost má potenciál drasticky měnit klima. změna klimatu byla začleněna do názvu Mezivládního panelu pro změnu klimatu (IPCC) a Rámcové úmluvy OSN o změně klimatu (UNFCCC). Změna klimatu se nyní používá jak jako technický popis procesu, tak jako podstatné jméno označující tento problém.
Paleoklimatologie detekuje celou řadu změn paleoklimatu v různých časových měřítkách, historická klimatologie studuje změny historického klimatu.

## Příčiny
V nejširším měřítku určuje rovnovážnou teplotu a klima Země rychlost, s jakou je energie přijímána ze Slunce, a rychlost, s jakou je ztrácena do vesmíru. Tato energie je rozváděna po celé zeměkouli větry, oceánskými proudy a dalšími mechanismy, které ovlivňují podnebí v různých oblastech.
Faktory, které mohou ovlivňovat klima, se nazývají klimatické vlivy nebo „mechanismy ovlivňující klima“. Patří mezi ně změny slunečního záření, změny oběžné dráhy Země, změny v odrazivosti (tzv. albedo) kontinentů, atmosféry a oceánů, dále horotvorné procesy, kontinentální drift a změny koncentrace skleníkových plynů. Vnější vlivy mohou být buď antropogenní (např. zvýšené emise skleníkových plynů a prachu), nebo přirozené (např. změny slunečního záření, oběžné dráhy Země, sopečné erupce). Existuje celá řada zpětných vazeb změny klimatu, které mohou buď zesílit, nebo zeslabit původní vlivy. Existují také klíčové prahové hodnoty, jejichž překročení může způsobit rychlou nebo nevratnou změnu.
Některé části klimatického systému, jako jsou oceány a ledovce, reagují na klimatické vlivy pomaleji (např. na změny teploty atmosféry v jejich okolí) pomaleji, zatímco zemský povrch a atmosféra reagují na teplotní změny jejich okolí rychleji.
K proměnlivosti klimatu může docházet také v důsledku vnitřních (nevynucených) procesů. Příkladem mohou být změny mořských proudů, třeba v termohalinní cirkulaci apod.

### Interní variabilita
Klimatické změny způsobené vnitřní proměnlivostí se někdy vyskytují v cyklech nebo oscilacích. U jiných typů přirozených klimatických změn nemůžeme předvídat, kdy k nim dojde; takové změny se považují za náhodné neboli stochastické. Z hlediska klimatu lze počasí považovat za náhodné. Pokud je v určitém roce málo oblačnosti, dochází k energetické nerovnováze a oceány mohou absorbovat dodatečné teplo. Díky setrvačnosti klimatu se tento signál může „uložit“ v oceánu a projevit se jako proměnlivost v delším časovém měřítku než původní poruchy počasí. Pokud jsou poruchy počasí zcela náhodné a vyskytují se jako bílý šum, setrvačnost ledovců nebo oceánů je může transformovat do klimatických změn, kdy oscilace s delší dobou trvání jsou zároveň většími oscilacemi, což je jev nazývaný červený šum. Mnoho klimatických změn má náhodný i cyklický aspekt. Toto chování se nazývá stochastická rezonance. Polovinu Nobelovy ceny za fyziku za rok 2021 získal Klaus Hasselmann společně se Syukuro Manabe za související práci v oblasti modelování klimatu.

#### Proměnlivost oceánu a atmosféry
Oceán a atmosféra mohou působit společně a spontánně vytvářet vnitřní proměnlivost klimatu, která může přetrvávat roky až desetiletí. Tyto výkyvy mohou ovlivnit globální průměrnou teplotu povrchu přerozdělováním tepla mezi hlubokým oceánem a atmosférou a/nebo změnou rozložení mraků/vodní páry/mořského ledu, což může ovlivnit celkový energetický rozpočet Země.

#### Oscilace a cykly
Klimatická oscilace nebo klimatický cyklus je jakákoli opakující se cyklická oscilace v rámci globálního nebo regionálního klimatu. Jsou kvaziperiodické (ne dokonale periodické), takže Fourierova analýza dat nemá ve spektru ostré vrcholy. Bylo zjištěno nebo předpokládáno mnoho oscilací na různých časových škálách:
- El Niño-Jižní oscilace (ENSO) – rozsáhlé střídání teplejších (El Niño) a chladnějších (La Niña) teplot povrchu tropických moří v Tichém oceánu s celosvětovými účinky. Jedná se o samoudržující se oscilaci, jejíž mechanismy jsou dobře prozkoumány.[24] ENSO je nejvýznamnějším známým zdrojem meziroční proměnlivosti počasí a klimatu na celém světě. Cyklus se objevuje jednou za dva až sedm let, přičemž El Niño trvá v rámci dlouhodobějšího cyklu devět měsíců až dva roky.[25]
- Maddenova–Julianova oscilace (MJO) – „významná vysokofrekvenční oscilace podmínek v troposféře v tropické oblasti, která se nejvýrazněji projevuje v zonální složce cirkulace v mezní vrstvě atmosféry a v horní troposféře. Vyskytuje se hlavně nad Indickým oceánem a nad západní částí rovníkového Tichého oceánu. Perioda MJO se pohybuje mezi 30 a 60 dny.“[26][27]
- Severoatlantická oscilace (NAO) – oscilace spočívající v současném kolísání intenzity islandské cyklony a azorské anticyklony; toto kolísání je kvantifikováno pomocí indexu severoatlantické oscilace. Při kladné fázi oba útvary zintenzivní, což vede k nárůstu horiz. tlakového gradientu mezi nimi a tím i k zesílení zonální cirkulace nad severním Atlantikem; při záporné fázi dochází k zeslabení tohoto uspořádání[28][29]
- Kvazidvouletá oscilace (QBO) – oscilace projevující se střídáním směru zonálního větru ve stratosféře s periodou cca 26 měsíců. Uplatňuje se v centrální části tropického pásma (cca mezi 15° sev. a již. šířky), směrem k obratníkům její amplituda klesá.[30][31]
- Pacifická dekádní oscilace (PDO) – „typická změnami teploty povrchu moře a tlaku vzduchu v severním Tichomoří a ovlivňující kolísání klimatu Severní Ameriky v chladné části roku.“ „Jednotlivé fáze PDO trvají několik desetiletí. Kladná (teplá) fáze se vyznačuje chladnější vodou v centrální části severního Tichého oceánu a teplejší vodou při pobřeží Severní Ameriky, při záporné (studené) fázi je tomu naopak. Kolísání teploty mořské vody souvisí s periodickými změnami aleutské cyklony, jejíž prohloubení při kladné fázi PDO provází kladná anomálie tlaku vzduchu nad pevninskou částí USA.“[32][33]
- Interdekadální pacifická oscilace (IPO) – proměnlivost v Tichém oceánu v celé pánvi s periodou mezi 20 a 30 lety.[34]
- Atlantická multidekádní oscilace (AMO) – „nízkofrekvenční oscilace podmínek v severním Atlantiku (od rovníku po 70. rovnoběžku) projevující se výkyvy teploty povrchu moře s periodou cca 60 až 80 let a průměrnou amplitudou mezi teplou a chladnou fází cca 0,5 °C. Tato oscilace se projevuje kolísáním klimatu především v Evropě a severní Americe. Teplým fázím AMO, z nichž zatím poslední začala v druhé polovině 90. let 20. století, se připisují mj. častější a intenzivnější sucha na středozápadě USA nebo větší četnost silných hurikánů v severním Atlantiku.“[35][36]
- Severoafrické klimatické cykly – klimatické výkyvy způsobené severoafrickým monzunem s periodou desítek tisíc let.[37]
- Arktická oscilace (AO) – projevující se kolísáním tlaku vzduchu v Arktidě oproti subtropickému pásu vysokého tlaku vzduchu. Při záporné fázi je v polární troposféře tlak vzduchu nadnormální, což vede k zeslabení cirkumpolárního víru a umožňuje pronikání studeného vzduchu do nižších zeměp. šířek, kde se naopak vyskytují záporné anomálie tlaku vzduchu. Při kladné fázi AO je tlak vzduchu podnormální v Arktidě a nadnormální v subtropech.[38][39]
- Antarktická oscilace (AAO) – prstencovité módy jsou přirozeně se vyskytující, celoplošné hemisférické vzorce klimatické proměnlivosti. Na časové škále týdnů až měsíců vysvětlují 20–30 % variability na příslušných polokoulích. Na severní polokouli se jedná o severní anulační mód neboli arktickou oscilaci (AO) a na jižní polokouli o jižní anulační mód neboli antarktickou oscilaci (AAO). Prstencové módy mají silný vliv na teplotu a srážky na pevninách středních a vysokých zeměpisných šířek, jako je Evropa a Austrálie, tím, že mění průměrné dráhy bouří. NAO lze považovat za regionální index AO/NAM[32]. jsou definovány jako první EOF tlaku mořské hladiny nebo geopotenciální výšky od 20° s. š. do 90° s. š. (NAM) nebo od 20° j. š. do 90° j. š. (SAM).[40][39]
- Dansgaardovy–Oeschgerovy cykly – vyskytují se ve zhruba 1500letých cyklech během posledního glaciálního maxima.[41]

## Fyzické důkazy klimatické změny
- změny teploty atmosféry a oceánů

- tání ledovců

- zvýšení hladiny moře – mezi roky 1900 a 2016 se hladina moře zvedla o 16–21cm[42]
- změna vegetace

## Geologický vývoj Země
Geologické éry vývoje Země lze dělit na starší období – prekambrium a mladší období – fanerozoikum (od paleozoika po současnost).

## Podnebí v prekambriu

Během historie Země teplo tvořené rozpady radioaktivních prvků klesalo.

Rekonstrukce prekambrického podnebí je problematická. Hlavními důvody jsou metamorfóza původních hornin a odlišné složení mořské vody. Prekambrium zahrnuje eony hadaikum, archaikum a proterozoikum.
Teplota uvnitř Země postupně klesá. Teplota zemského pláště se ochlazuje přibližně o 100 °C za miliardu let. Původní geotermální gradient byl v důsledku větší radioaktivity Země větší než dnes a tak bylo odplyňovaní Země větší. To hrálo důležitou roli ve formování atmosféry.
Teplota moří se (podle izotopických analýz kyslíku a křemíku) snižovala z přibližně 70 °C (na počátku archaika) na 60 °C na počátku proterozoika. Dále na 40 °C před 1,5 miliardou let až na přibližně 30 °C na konci proterozoika. Přestože záznamy ukazují velké výkyvy teplot v různých obdobích, dlouhodobý trend (zhruba −10 °C za miliardu let) je tedy poklesem teplot moří. Podobné závěry lze odvodit i z proteinů. Hladina moře byla až o 1 či 2 km vyšší, než je dnes, což značné mění zemské albedo. Modely také ukazují, že na počátku archaika se povrchové teploty (a tak i teplota atmosféry) mohla blížit ke 100 °C a postupně klesala na dnešní průměrnou teplotu zemského povrchu, která je pod 20 °C. Modely se sice mohou rozcházet, ale vesměs ukazují na klima, které neumožňovalo v prekambriu extrémně chladné či horké podnebí.

### Hadaikum a archaikum
V období vzniku Země, zhruba před 4,6 miliardami let, solární konstanta byla asi o 30 % menší než v současnosti. Složení primární bezkyslíkaté atmosféry bylo od současné značně odlišné – koncentrace oxidu uhličitého přesahovala 10 % (tlak byl na počátku Země možná až 10 atmosfér, ale pak na počátku archaika byl jeho parciální tlak menší než je tlak dnešní atmosféry), navíc z důvodu absence kyslíku byl metan zastoupen ve větším množstvím než dnes. Předpokládá se, že v této době byl právě metan nejdůležitějším skleníkovým plynem. Silný skleníkový efekt kompenzoval menší solární konstantu, a proto podnebí nebylo chladné – teplota zemského povrchu se pohybovala mezi 0–100 °C. Je doloženo, že v této době existoval oceán v tekutém stavu a že existovala srážková voda.

### Proterozoikum
S rozvojem fotosyntetizujících organismů se zvyšovaly atmosférické koncentrace kyslíku (mj. na úkor oxidu uhličitého a metanu), vyšší koncentrace kyslíku umožnily vznik ozónové vrstvy. Má se za to, že to vedlo ke globálnímu ochlazení a vzniku několika dob ledových. Nejstarší zalednění, které měla odstartovat velká oxidační událost (GOE), je doloženo přibližně 2,3 miliardy let před současností a je nazýváno jako Huronské zalednění. To však odporuje uvedeným izotopickým proxy záznamům teplot. Údajná doba ledová z proterozoika se odehrála mezi 750–600 miliony let před současností. Předpokládá se, že v té době mohl být ledovcem pokryt celý nebo téměř celý povrch Země (kontroverzní teorie sněhové koule). Tato doba ledová mohla být ukončena díky vulkanické činnosti, která dodávala do atmosféry skleníkové plyny. Vzhledem k pokrytí zemského povrchu ledovcem neprobíhalo chemické zvětrávání hornin a skleníkové plyny setrvávaly v atmosféře, kde zvětšovaly skleníkový efekt. Navíc sopečný popel spadlý na zmrzlý povrch Země mohl výrazně snižovat planetární albedo. Ovšem odhadovaná koncentrace oxidu uhličitého na odlednění Země je nerealistická.

## Podnebí ve fanerozoiku

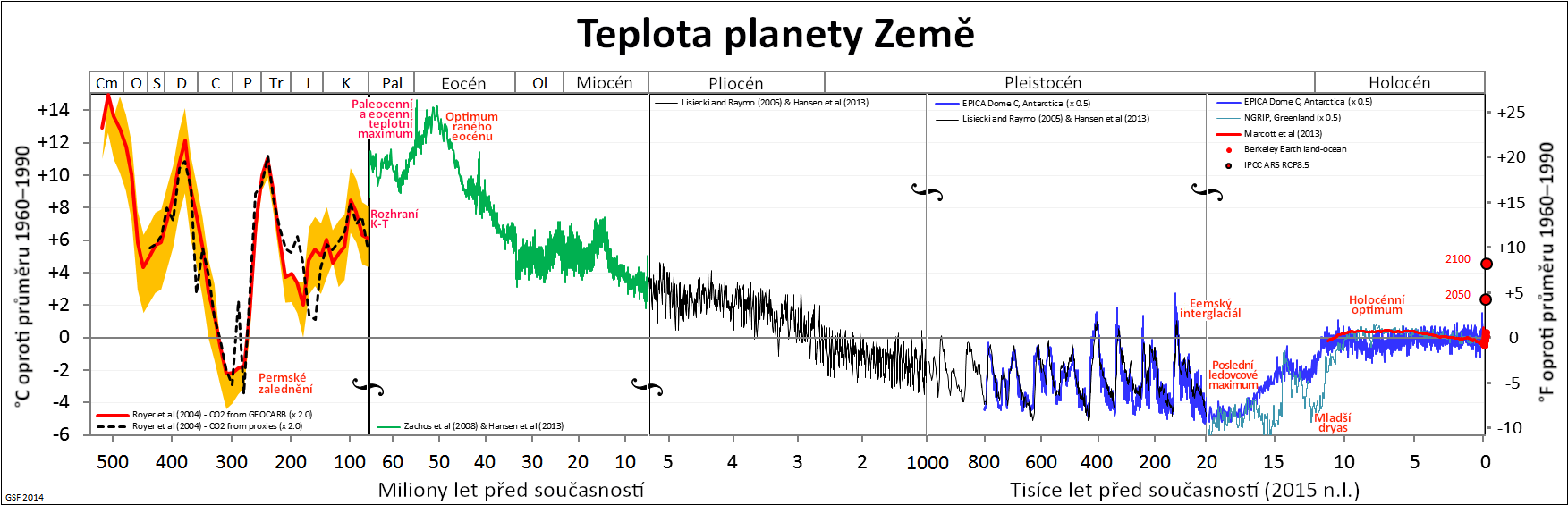
Teplota dnes a během fanerozoika. Uvedené hodnoty teploty ve fanerozoiku podle nejsou přímo ze záznamu δ^{18}O Veizerových dat (proxy záznam teplot), ale po odečtení časového trendu δ^{18}O (a odpovídajícímu trendu teploty −9 °C za miliardu let) a doplněné o modelový vliv oxidu uhličitého.

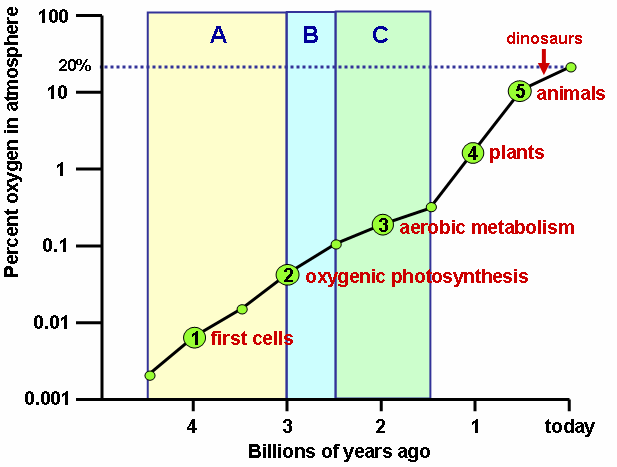
Vzrůstající procentní obsah kyslíku v atmosféře (v miliardách let před současností)

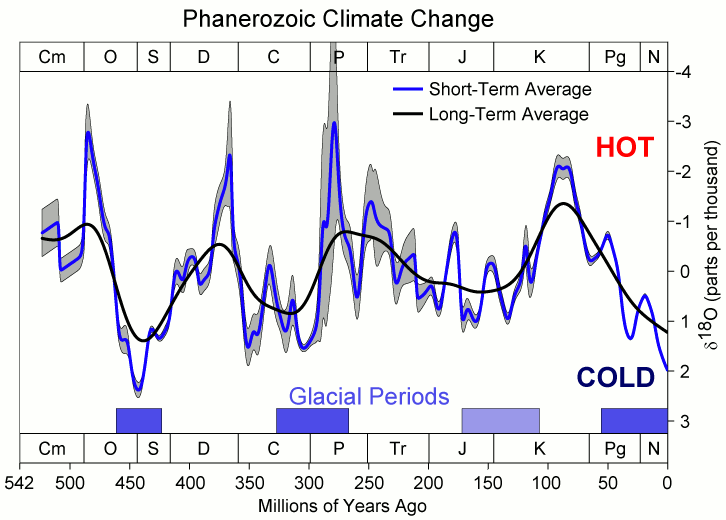
Změny v poměru δ^{18}O v mořích během fanerozoika (odečten lineární trend δ^{18}O respektive teploty)

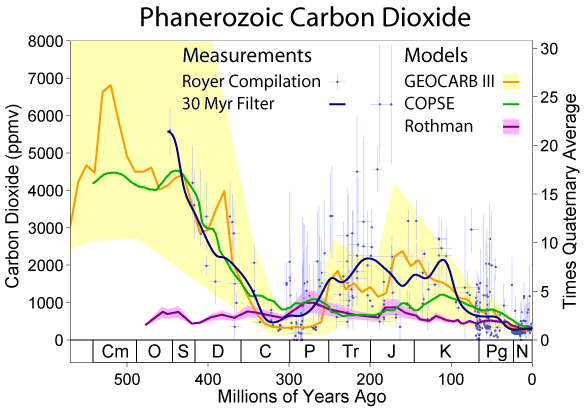
Odhad koncentrací CO_{2} během fanerozoika

Klimatický záznam z tohoto období je mnohem lepší než z prekambria. U mladších hornin je totiž větší pravděpodobnost, že nebudou metamorfovány a navíc mohou obsahovat fosílie rostlin a živočichů. Do fanerozoika spadají geologické éry paleozoikum, mezozoikum a kenozoikum.
Záznamy ukazují postupný nárůst podílu izotopu kyslíku 18 během celého fanerozoika. Tyto proxy data tedy odpovídají postupnému ochlazování.
Koncentrace atmosférického kyslíku hrála také klíčovou roli přes Rayleighův rozptyl. Její zvýšení vede k ochlazování Země. Koncentrace kyslíku jsou antikorelované s koncentrací oxidu uhličitého (přes procesy jako je hoření, dýchání a fotosyntéza).
Průměrná teplota Země ve fanerozoiku byla přibližně 20 °C a pohybovala se od 10 °C do více než 25 °C, přičemž dnešní teplota je podprůměrná a rovna přibližně 14,5 °C. Z geologického hlediska je nyní díky zalednění stále doba ledová.

### Paleozoikum
Tato geologická éra se dále dělí na kambrium, ordovik, silur, devon, karbon a perm.

#### Kambrium a ordovik
V kambriu a ordoviku nastalo po ukončení doby ledové ve svrchním proterozoiku relativně teplé klima. Mezi doklady teplého klimatu se řadí malé množství ledovcových sedimentů, velká množství evaporitů a karbonátových sedimentů.

#### Silur
Na konci ordoviku došlo k masovému vymírání druhů, které koreluje s nárůstem gondwanských ledovců. Následovalo chladné období, ale předpokládá se, že ledovce byly omezeny pouze na vysoké zeměpisné šířky.

#### Devon
V tomto období se předpokládá velmi teplé klima, což dokládá sedimentace evaporitů a karbonátových hornin i v mimotropické zóně, kde tedy musely panovat tropické podmínky. Vysoká úroveň mořské hladiny nasvědčuje redukci polárních ledovců a kosmopolitní mořská fauna svědčí o malých gradientech teploty.

#### Karbon a perm
V karbonu a permu nastalo výrazné zalednění. Předpokládanými příčinami jsou orogeneze (Hercynské vrásnění) a vázání organického oxidu uhličitého. Orogeneze způsobila zvětšení plochy zemského povrchu ve vysokých nadmořských výškách, vyvázání oxidu uhličitého z atmosféry zeslabilo skleníkový efekt. Na konci permu došlo k velmi výraznému masovému vymírání druhů.

### Mezozoikum
V mezozoiku se vyčleňují tři období – trias, jura a křída.

#### Trias
Podnebí triasu bylo relativně teplé a velmi kontinentální, zvláště ve vnitřních částech kontinentů. V aridních oblastech kontinentů byly značně rozšířené pouště.

#### Jura
V tomto období se klima ochladilo, ovšem teplota vzduchu byla stále zhruba na současné úrovni. Je doloženo pouze sezónní zalednění ve vysokých zeměpisných šířkách.

#### Křída
Klimatické podmínky v křídě byly pravděpodobně nejteplejší z celého fanerozoika, teplota vzduchu byla přibližně o 6 °C vyšší než v současné době. Vzhledem k malému množství evaporitů se předpokládá, že podnebí bylo také velmi humidní. Na konci křídy Zemi postihlo velké vymírání druhů.

### Kenozoikum
V kenozoiku se vyčleňují tři období – paleogén, neogén a čtvrtohory.

#### Paleogén
V eocénu byla průměrná teplota povrchu o 6 °C až o 14 °C vyšší než ve 20. století. Takovéto zvýšení teploty nepřekoná ani efekt spálení všech fosilních paliv.

#### Neogén
V miocénu nebyl v létě led na Arktidě. Údaje o pliocénu ukazují, že velkou roli v klimatiké změně hraje oceán a nikoli jen atmosféra. Pokles koncentrace oxidu uhličitého v atmosféře způsobil pokles diverzity velkých býložravců v Africe.

#### Čtvrtohory
Před přibližně 12800 lety bylo spáleno přibližně 9% biomasy a nastala impaktní zima. Poslední doba ledová skončila nedlouho poté a začal holocén. Začala tak růst i hladina moře. S růstem teploty se globálně variabilita klimatu snižovala. I v předcházející době meziledové byla variabilita klimatu větší než v současné době poledové.

## Budoucí vývoj Země

Zářivý výkon, poloměr a teplota Slunce v závislosti na čase (v miliardách let).

Zářivý výkon Slunce nyní podle modelů vzrůstá přibližně o procento za 110 miliónů let. Tomu tedy odpovídá za danou dobu nárůst teploty přibližně o čtvrt procenta (tedy přibližně o 0,7 °C za 110 miliónů let). Ovšem tento přirozený přírůstek byl pravděpodobně v historii Země kompenzován. To ukazuje takzvaný paradox slabého mladého Slunce, když na počátku existence Země vyzařovalo Slunce (podle standardních modelů) přibližně jen 70 % současné hodnoty, ale teplota na povrchu Země byla značně vyšší. Za miliardu let však už může Země být neobyvatelná. V dlouhodobém horizontu se očekává pokles koncentrace oxidu uhličitého (za přibližně půl miliardy let se zastaví koloběh uhlíku), což způsobí masové vymírání rostlin a tak i živočichů.

## Cyklická povaha některých změn klimatu
- Ve fanerozoiku pozorujeme cyklus asi 140 milionů let, kdy se mění přísun kosmického záření i globální teploty. Psali o něm Nir Shaviv a Ján Veizer.[73]
- Střídání dob ledových a meziledových posledního půl milionu let probíhá v rytmu cca 100 000 let. Příčinou jsou Milankovičovy cykly, tedy měnící se poloha Země vůči Slunci (vliv doložen i před 200 milióny let). Období „zelené Sahary“ (pluviály) se vrací v rytmu okolo 20 000 let.[zdroj?] To je precese, měnící se směřování zemské osy. Díky tomu se mění postavení severní polokoule vůči Slunci.
- Na severní polokouli, zejména v Atlantiku, pozorujeme cyklus cca 1500 let střídání teplých a chladných period. V holocénu je znám jako Bondův cyklus. Minulá teplá perioda bylo středověké optimum. Poslední chladná perioda byla tzv. malá doba ledová, která skončila v 19. století. V teplých obdobích se lidstvu dařilo lépe.[74]